# De Lane Lea Studios

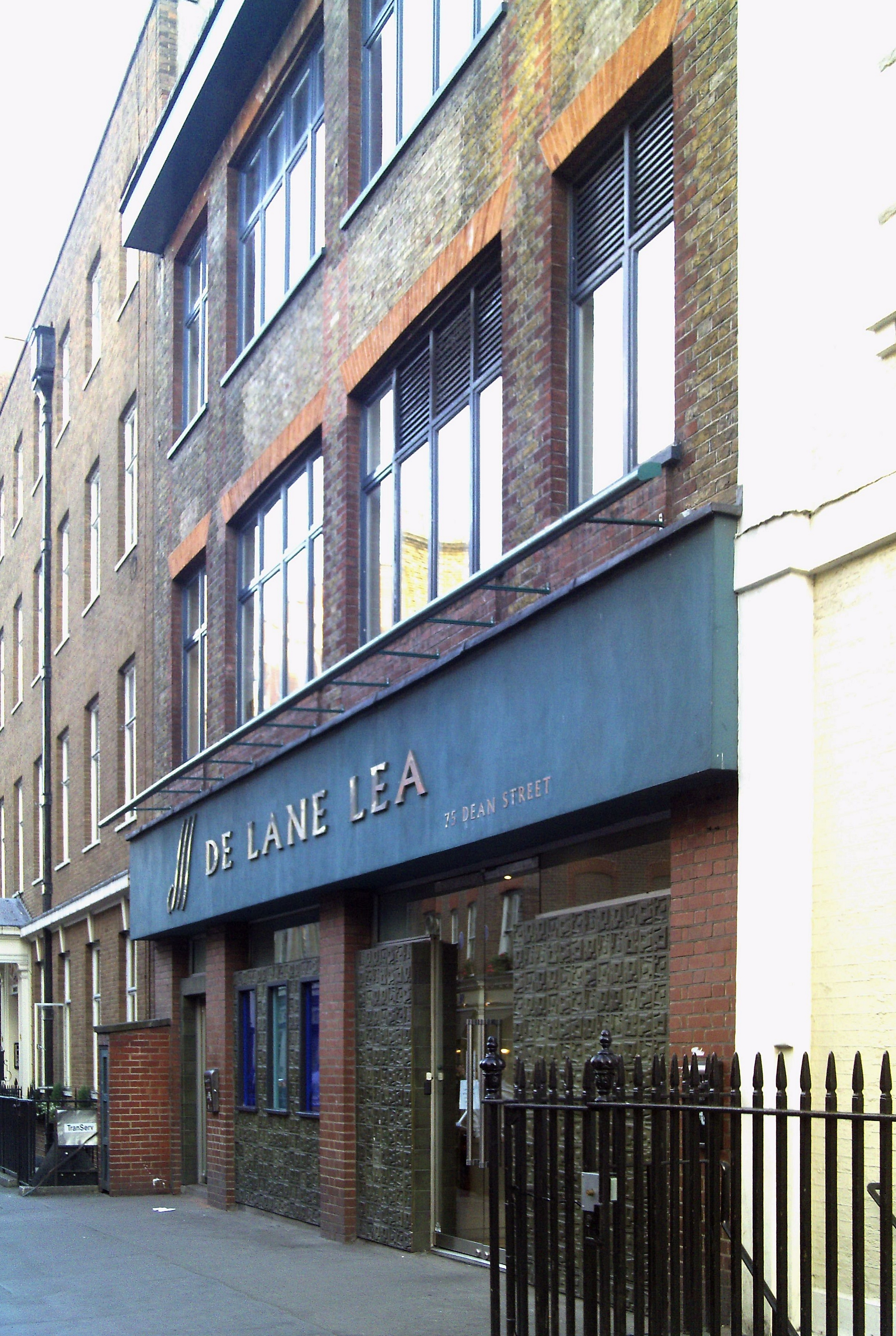
De Lane Lea Studios

De Lane Lea Studios ist ein Tonstudio mit Sitz in London, derzeit an der 75 Dean Street im Stadtteil Soho (unweit des Batcave). Es ist für Synchronisationen von Spielfilmen und Fernsehsendungen bekannt, früher war es auch ein Musik-Aufnahmestudio.
Major Jacques De Lane Lea, ein französischer Geheimdienst-Attaché im Dienste der britischen Regierung, gründete im Jahr 1947 De Lane Lea Studios, um englische Filme ins Französische zu synchronisieren. Die Studios wurden den Bedürfnissen des Marktes entsprechend adaptiert und in den 1960er und 1970er Jahren auf mehrere Standorte erweitert. Es folgte eine markante Zunahme von Musikaufnahmen und das Wachstum kommerzieller Radio- und Fernsehstationen führte zu neuen Betätigungsfeldern im Bereich der Werbung.
Zahlreiche bekannte Musiker und Bands führten in den De Lane Lea Studios Aufnahmen durch, insbesondere am früheren Standort 129 Kingsway. Zu diesen gehören unter anderem The Beatles, The Rolling Stones, The Who, Pink Floyd, Jimi Hendrix, Electric Light Orchestra und Deep Purple. An einem anderen Standort, am Engineers Way in Wembley, nahm die Band Queen im Jahr 1971 Demos auf.
Heute ist De Lane Lea Studios auf die Postproduktion von Spielfilmen und Fernsehsendungen spezialisiert. Bekannte Werke, die hier nachbearbeitet wurden, sind unter anderem vier Harry-Potter-Filme und zwei James-Bond-Filme.
Im November 2012 wurde das Studio von Warner Bros. Studios Leavesden übernommen.